# Interregio-Express

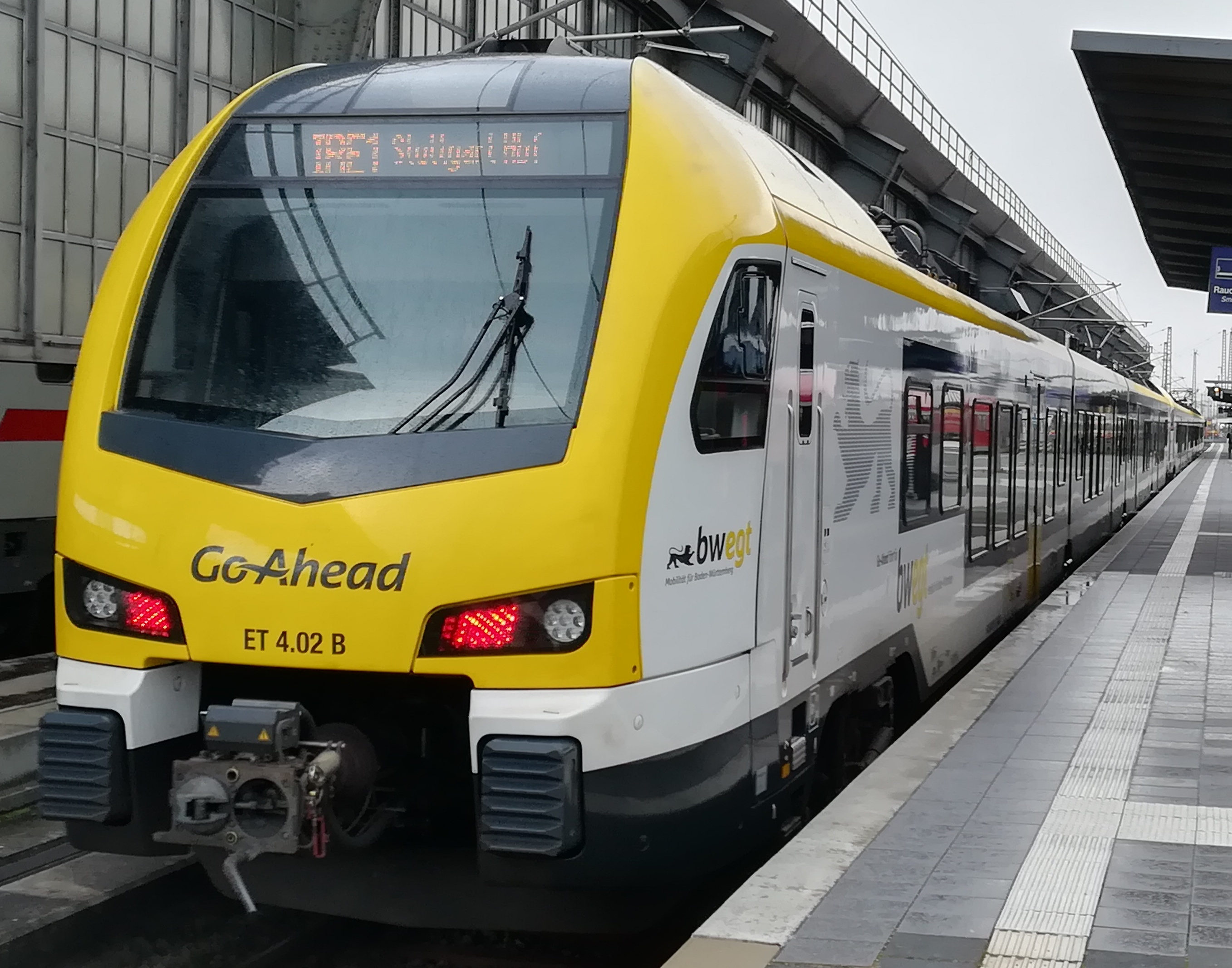
IRE 1 nach Stuttgart Hbf in Karlsruhe Hbf, 2022

Der Interregio-Express, abgekürzt IRE, ist eine Zuggattung des Schienenpersonennahverkehrs in Deutschland, die im Juni 2001 eingeführt wurde. Sie wird seit Dezember 2024 ausschließlich für den sogenannten Kulturzug von Berlin nach Breslau und zurück benutzt.

## Geschichte
Grund für die Einführung des IRE zum Fahrplanwechsel vom 10. Juni 2001 war die fortschreitende Abschaffung von Interregio-Linien durch DB Fernverkehr. Als Ersatz bestellten daraufhin einige Bundesländer für die betreffenden Strecken IRE-Züge, die aus Regionalisierungsmitteln finanziert werden. Darüber hinaus wurde der IRE zugleich auf Strecken bestellt, auf welchen vorher nie ein Interregio verkehrte. Dies war zum Beispiel auf den Relationen von Stuttgart über Tübingen nach Aulendorf sowie von Ulm nach Aalen der Fall.
DB Regio bezeichnete auch eigenwirtschaftlich betriebene Züge des Schienenpersonennahverkehrs als IRE. So wurde von 2010 bis 2012 der Magdeburg-Berlin-Express, eine Direktverbindung zwischen Berlin und Magdeburg, angeboten. Zwischen dem 14. April 2014 und dem Ausbruch der COVID-19-Pandemie Anfang 2020 verkehrten IRE-Züge als Linie IRE1 zwischen Berlin und Hamburg-Altona, sie fuhren über Stendal und Uelzen. Zudem existierte bis zum 20. September 2014 jeweils samstags ein IRE-Zugpaar von Berlin Südkreuz über Dresden, Kurort Rathen und Königstein nach Bad Schandau.
Im Gegensatz zum früheren Interregio kann der Interregio-Express auch mit allen Nahverkehrsfahrscheinen, darunter auch Fahrkarten von Verkehrsverbünden, benutzt werden. Dies führte insbesondere in der Anfangszeit zu Irritationen unter den Reisenden. Des Weiteren wurde die neue Zuggattung anfangs auch fälschlich als „Interregional-Express“ oder ironisch als „Interregio-Ersatz“ bezeichnet. Danach hatte sich der Name Interregio-Express jedoch etabliert. Eine weitere Neuerung gegenüber dem Vorläufer war der Entfall der Reservierungsmöglichkeit, dies galt auch für die – zuvor reservierungspflichtige – Fahrradmitnahme, sowie des Bistro Café. Mit den Bahnhöfen Basel Badischer Bahnhof und Schaffhausen bediente der IRE auch Stationen in der Schweiz. Ab dem Fahrplanwechsel im Dezember 2003 wurden IRE-Züge, die auf der Bahnstrecke Ulm–Friedrichshafen, im Vergleich zu anderen IRE-Linien, weniger Unterwegshalte bedienten, auch als IRE-Sprinter bezeichnet.
Zum Fahrplanwechsel am 15. Dezember 2024 wurde die Zuggattung in Baden-Württemberg abgeschafft. Die bisherigen IRE-Züge verkehren seitdem unter der bundesweit einheitlichen Zuggattung Regional-Express (RE). Das Ministerium für Verkehr Baden-Württemberg begründete den Schritt mit der fehlenden Relevanz der Gattung IRE für die Reisenden.

## Einsatzstrecken

### Kulturzug Berlin–Breslau
| Verlauf | Bemerkungen                                                                                          |
| --- | --- |
| Berlin-Lichtenberg – Berlin-Ostkreuz – Cottbus Hbf – Forst (Lausitz) – Żary – Żagań – Legnica – Wroclaw Glowny | Freitags und Samstags nach Breslau, Freitags und Sonntags zurück. Besonderer Fahrschein erforderlich |

## Frühere Einsatzstrecken
Anfangs fuhren auch auf der Strecke von Saarbrücken über Kaiserslautern und Ludwigshafen am Rhein nach Mannheim mit ehemaligen Interregio-Wagen, sie wurden aber schon im Dezember 2002 in Regional-Express-Züge umgewandelt. Ebenso fuhren bis Dezember 2015 auf der Strecke Karlsruhe–Kreuzlingen IRE-Züge, einzelne Verbindungen waren darüber hinaus auf den Relationen Stuttgart–Würzburg sowie Freiburg–Mulhouse-Ville anzutreffen, letztere durch TER Alsace betrieben.
In Hessen bestanden im Jahr 2001 Differenzen zwischen der Deutschen Bahn, die unter anderem die Linien von Frankfurt über Gießen nach Kassel und von Frankfurt über Gießen nach Siegen als Interregio-Express bezeichnete, und dem RMV, der sich weigerte, diesen neuen Produktnamen anzuwenden und noch bis Dezember 2016 das entfallene Produkt Stadt-Express bestellte.
Ferner wurden in einigen Ländern mit der Einführung des Interregio-Express vormalige RE-Linien in IRE-Linien umgewandelt. Allerdings war der Unterschied zwischen IRE und RE kaum zu erkennen, während RE und RB durch deutlich andere Haltefrequenz oft einfach auseinandergehalten werden können. Die Umbenennungen von RE in IRE wurden inzwischen allesamt rückgängig gemacht.

### Berlin–Magdeburg
Von Dezember 2010 bis Dezember 2012 verkehrte die IRE-Linie 25 (Magdeburg-Berlin-Express) von Montag bis Freitag mit jeweils zwei Zugpaaren zwischen Magdeburg und Berlin. Bei dieser am 12. Dezember 2010 auf den Namen Kaiser Otto der Große getauften IRE-Linie handelte es sich ebenfalls um ein eigenwirtschaftliches Angebot von DB Regio Südost. Züge dieser Relation durchquerten zwar das Bundesland Brandenburg, verkehrten jedoch zwischen Magdeburg und Berlin ohne Zwischenstopp. Der IRE hatte weniger Zwischenhalte als der IC auf derselben Relation (jener hält auch in Brandenburg Hauptbahnhof, die Halte Potsdam Hauptbahnhof und Berlin-Wannsee entfielen baustellenbedingt vom 11. Dezember 2011 bis zum 8. Dezember 2012) und war zwischen den beiden Hauptbahnhöfen zwei bis elf Minuten schneller als der IC, welcher Berlin und Magdeburg mit einem Zugpaar verbindet. Dabei ermöglichte der IC einen maximalen Aufenthalt von acht Stunden in Magdeburg, der IRE im Zeitraum von 12. Dezember 2011 bis 8. Dezember 2012 von zehn Stunden in Berlin. Zum 10. Dezember 2012 wurde diese Verbindung wegen zu geringer Auslastung eingestellt.
Die Garnituren des IRE 25 wurden aus einer Lokomotive der Baureihe 112 und drei Doppelstockwagen gebildet. Dabei stellte der IRE 25, nach Beschreibung in der Kundenzeitung mobil im März 2011, einen Prototyp für die ab 2013 zum Einsatz vorgesehenen Doppelstock-Intercity dar: Es gab ein gastronomisches Angebot am Platz, Gepäckracks in den Wagen, Teppichboden und Ledersitze in der ersten Klasse sowie Steckdosen an fast allen Sitzen. Diese Garnitur ist seither auf der RE-Verbindung Halle (Saale)–Magdeburg–Stendal–Uelzen im Einsatz.

### Nürnberg–Dresden
Zum Fahrplanwechsel im Dezember 2006 wurden die Züge des Mittelsachsen-Vogtland-Express Hof–Dresden in eine Regional-Express-Linie umgewandelt. Die Bezeichnung IRE wurde seither für den Franken-Sachsen-Express Nürnberg–Dresden verwendet, der die bisherigen Intercitys ersetzte. Im Gegensatz zu vielen anderen IRE-Linien war der Franken-Sachsen-Express nicht von den SPNV-Aufgabenträgern bezuschusst, sondern ein eigenwirtschaftliches Angebot von DB Fernverkehr. Zum Fahrplanwechsel am 15. Dezember 2013 wurde diese Linie aufgelöst. Die Fahrten werden nun unter Verantwortung der SPNV-Aufgabenträger als RE gefahren. Der Verkehr wurde in Hof gebrochen, da die Strecke Dresden–Hof elektrifiziert ist, die Strecke Hof–Nürnberg jedoch nicht.

### Hamburg–Berlin

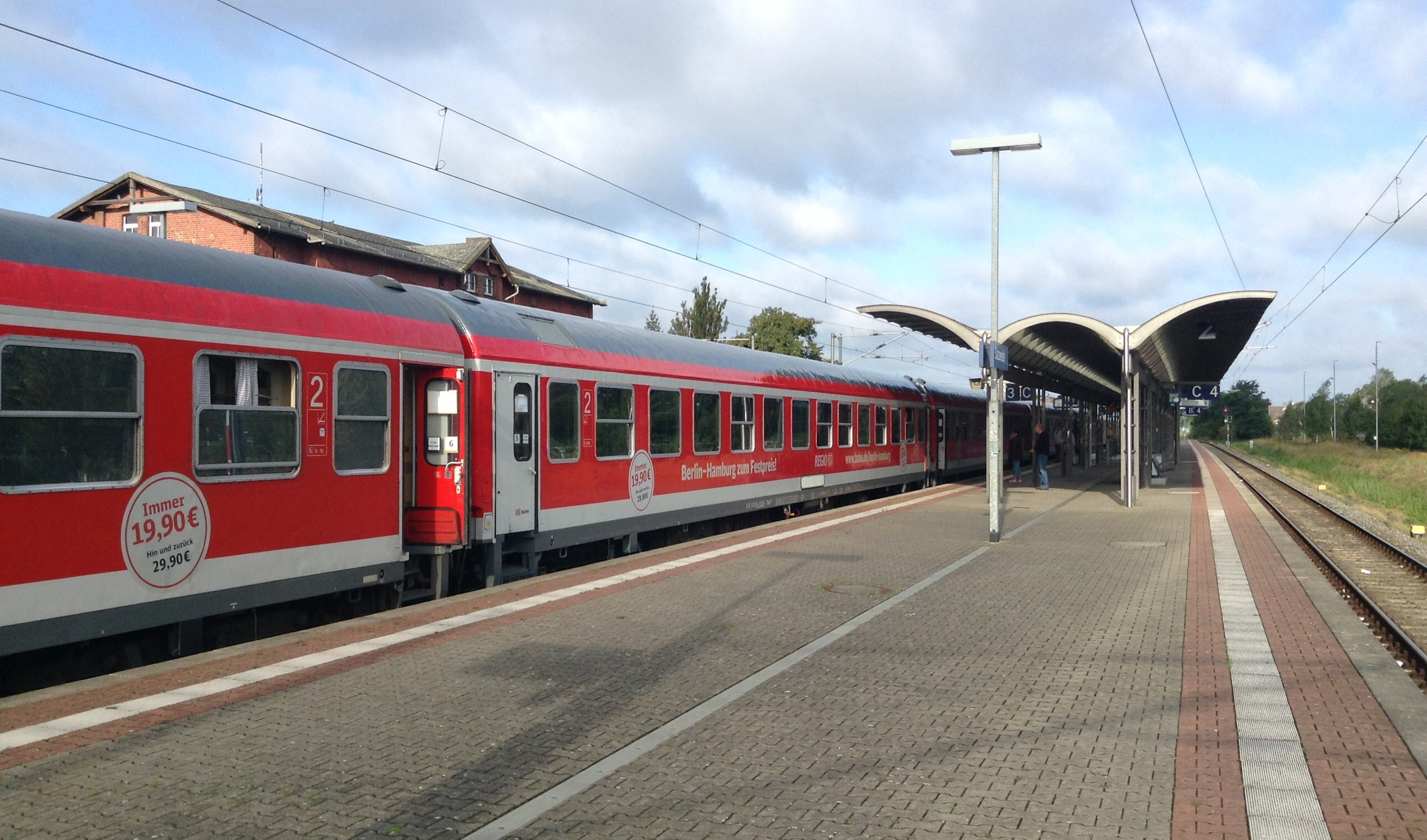
Interregio-Express der Linie Berlin–Hamburg am Bahnhof Salzwedel (August 2014)

Am 14. April 2014 nahm der Interregio-Express Hamburg–Berlin den Betrieb auf, der von DB Regio Nordost eigenwirtschaftlich betrieben wurde. Zu Beginn der COVID-19-Pandemie 2020 wurde der Verkehr zunächst vorübergehend eingestellt. Die angekündigte Wiederaufnahme wurde mehrfach verschoben, bis im Oktober 2021 die dauerhafte Einstellung des Zuges bekanntgegeben wurde. Bedient wurden Berlin, Stendal, Salzwedel, Uelzen, Lüneburg und Hamburg.
Kurz nach der Bekanntgebung schlossen sich vier Landkreise und der Fahrgast-Rat Wendland zusammen und appellierten in einem offenen Brief an die Deutsche Bahn, es sei in Zeiten des Klimaschutzes „ein fatales Signal“ und man würde „die Menschen auf dem Land vergessen“, sollte man den Betrieb des IREs vollständig einstellen. Deshalb mache es für den Fahrgast-Rat Wendland mehr Sinn, eine reguläre ICE-Verbindung auf der Linie mit Halten in Lüneburg, Uelzen, Salzwedel und Stendal einzuführen.

### Berlin–Dresden–Bad Schandau
| Verlauf                                                                      | Bemerkungen                                                                             |
| ---------------------------------------------------------------------------- | --------------------------------------------------------------------------------------- |
| Berlin – Dresden – Kurort Rathen – Königstein (Sächs Schweiz) – Bad Schandau | 2014 nur samstags im Sommer ein Zugpaar, IRE 18335/18336, eigenwirtschaftlich betrieben |

### Baden-Württemberg
Seit dem Fahrplanwechsel vom 15. Dezember 2024 verkehren die vormaligen Interregio-Express-Züge als Regional-Express (RE).
| Linie  | Verlauf | Strecken | Betreiber  | Bemerkungen |
| ------ | --- | --- | ---------- | --- |
| IRE1   | Karlsruhe – Pforzheim – Mühlacker – Vaihingen – Stuttgart (– Schorndorf – Schwäbisch Gmünd – Aalen)               | Bahnstrecke Karlsruhe–Mühlacker, Westbahn, SFS Mannheim–Stuttgart, Filstalbahn, Bahnstrecke Stuttgart-Bad Cannstatt–Nördlingen                                                   | Arverio Bw | Stundentakt (Karlsruhe–Stuttgart), Zweistundentakt (Karlsruhe-Aalen), gemeinsam verdichtet auf 30-30-60-Takt          |
| IRE3   | Ulm – Biberach – Ravensburg – Friedrichshafen Stadt – Lindau-Reutin                                               | Bahnstrecke Ulm–Friedrichshafen, Bahnstrecke Friedrichshafen–Lindau, Aeschacher Kurve                                                                                            | DB Regio   | Stundentakt |
| IRE3   | Basel Bad Bf – Bad Säckingen – Waldshut – Schaffhausen – Singen (– Radolfzell – Friedrichshafen Stadt (– Ulm Hbf) | Hochrheinbahn, Bahnstrecke Radolfzell–Mengen, Bahnstrecke Stahringen–Friedrichshafen, Bahnstrecke Ulm–Friedrichshafen                                                            | DB Regio   | Stundentakt Basel–Singen, Zweistundentakt bis Friedrichshafen, Ein Zugpaar täglich von Ulm nach Basel (IRE 3065/3068) |
| IRE6a  | Stuttgart – Reutlingen – Tübingen (– Balingen – Sigmaringen – Bad Saulgau – Aulendorf)                            | Filstalbahn, Bahnstrecke Plochingen–Immendingen, Bahnstrecke Tübingen–Sigmaringen, Bahnstrecke Ulm–Sigmaringen, Bahnstrecke Herbertingen–Isny, (Bahnstrecke Ulm–Friedrichshafen) | DB Regio   | Stundentakt bis Tübingen, Betreiber SWEG Bahn Stuttgart/DB Regio, Zweistundentakt bis Aulendorf                       |
| IRE6b  | Stuttgart – Reutlingen – Tübingen – Rottenburg (Neckar) (– Horb)                                                  | Filstalbahn, Bahnstrecke Plochingen–Immendingen | DB Regio   | Zweistundentakt, einzelne Züge bis Horb, Betreiber DB Regio                                                           |
| IRE50  | Ulm – Heidenheim – Aalen                                                                                          | Bahnstrecke Aalen–Ulm | DB Regio   | Zweistundentakt |
| IRE200 | Ulm – Merklingen – Wendlingen                                                                                     | Schnellfahrstrecke Wendlingen–Ulm, Güterzuganbindung | DB Regio   | Stundentakt |

## Fahrzeuge im Regelbetrieb
Auf den ehemaligen baden-württembergischen IRE-Linien bis zur Abschaffung der Zuggattung im Land zum 15. Dezember 2024 kamen verschiedene Fahrzeuge zum Einsatz. Darunter befinden sich dieselbetriebene Neigezüge der Baureihe 611, 612, lokomotivbespannte Züge mit den Baureihen 112, 146, 218 und Siemens Vectron mit Doppelstockwagen beziehungsweise Bpmz- und Bvmz-Wagen sowie Elektrotriebwagen der Typen Stadler Flirt und Bombardier Talent 3. In früheren Jahren konnten außerdem auch n-Wagen und y-Wagen (auf der Strecke Stuttgart – Tübingen) sowie Triebwagen der Baureihe 650 (Regio-Shuttle, in diesem Fall wurde keine erste Klasse angeboten) im Einsatz als IRE beobachtet werden.
Des Weiteren kamen bis Frühjahr 2006 auf der Strecke von Karlsruhe über Pforzheim nach Stuttgart auch mit der Baureihe 112 bespannte frühere Interregio-Wagen in der klassischen blauen Farbgebung als IRE zum Einsatz, durch die Ablieferung neuer Doppelstockwagen und Lokomotiven der Baureihe 146 gehört diese Zugbildung mittlerweile jedoch der Vergangenheit an. Mit der Übernahme der Leistungen der Strecke durch Arverio Baden-Württemberg (früher: Go-Ahead) wurden auch letztere ersetzt, und zwar durch Triebzüge des Typs FLIRT 3 von Stadler.
Im Interregio-Express Berlin – Hamburg kamen bis 2020 ehemalige Interregio-Wagen der zweiten Klasse zum Einsatz, Plätze der ersten Klasse wurden nicht angeboten. Die verkehrsrot lackierten Wagen waren im Fahrgastraum leicht modernisiert, unter anderem hatten die Armlehnen eine Holz- statt einer Schaumstoffauflage.
Beim Franken-Sachsen-Express wurden dieselbetriebene Neigezüge der Baureihe 612 eingesetzt, welche auf dieser Magistrale heutzutage lediglich noch auf dem Abschnitt Nürnberg – Bayreuth – Hof zum Einsatz kommen. Der Einsatz von Neigetechnik nördlich von Hof wurde nach Inbetriebnahme der Elektrifizierung und damit einhergehenden neuen Verkehrsverträgen beendet. Zunächst erbrachte DB Regio Südost ab Ende 2013 die Leistungen zwischen Dresden und Hof mit lokbespannten Doppelstockzügen (anfangs teilweise noch als IRE), seit Juni 2016 die Bayerische Oberlandbahn (unter der Marke Mitteldeutsche Regiobahn) ausschließlich als Regionalexpress mit Elektrotriebwagen des Typs Coradia Continental von Alstom.